# Marik Vos-Lundh
Marik Vos-Lundh (ur. 3 czerwca 1923 w Piotrogrodzie; zm. 13 lipca 1994 na Gotlandii) – szwedzka projektantka kostiumów i scenografii filmowej. Bliska współpracowniczka reżysera Ingmara Bergmana.
Zdobywczyni Oscara za najlepsze kostiumy do filmu Fanny i Aleksander (1982). Była trzykrotnie nominowana do tej nagrody – za każdym razem za kostiumy do filmów Bergmana (Źródło, Szepty i krzyki, Fanny i Aleksander).

## Filmografia

### kostiumy
- 1960: Źródło (Jungfrukällan)
- 1962: Cudowna podróż (Nils Holgerssons underbara resa)
- 1963: Milczenie (Tystnaden)
- 1972: Szepty i krzyki (Viskningar och rop)
- 1982: Fanny i Aleksander (Fanny och Alexander)

### scenografia
- 1958: Hughie – film telewizyjny
- 1968: Godzina wilka (Vargtimmen)
- 1982: Fanny i Aleksander (Fanny och Alexander)